# Чукочья (рукав)
Чукочья (Чукочья Колыма или Чукочий рукав) — западный рукав в устье Колымы (западное устье). Длина до 60 км, ширина от 3 до 4 км и глубины до 9 м. Вместе с двумя другими устьями — Каменная Колыма и Походская Колыма — составляет дельту, ширина которой не менее 75 километров в основании.

## География
В системе рукавов и островов колымского устья Чукочья Колыма берёт начало на левом берегу Походской Колымы, напротив острова Тоньковского, в 7 км северо-восточнее села Походск. В 10 км ниже по течению принимает в себя на правом берегу протоку Песчаную, а ещё в 4 км ниже на правом берегу отделяется Малая Чукочья протока, ниже которой по всему остальному правобережью идёт остров Габышевский. Из северной части острова Габышевского на правом берегу впадает протока Юртенная. У места впадения в Восточно-Сибирское море принимает в себя на правом берегу протоку Лебяжью, отделяющую северную оконечность острова Габышевского от острова под названием Столбик.